# Anders Johan Hagnell
Anders Johan Hagnell, född 4 juli 1862 i Ryssby socken, Kronobergs län, död 16 april 1925 i Bromma, var en svensk fotograf.
Anders Johan Hagnell började redan som 13-åring utbilda sig till fotograf och 1881 satte han upp ateljé i Värnamo. 1890 flyttar han till Halmstad, där han satte upp en ateljé i handlaren Edward Jönssons gård vid Storgatan 19. Efter att 1892 ha rest utomlands, bland annat till Wien införskaffade han kunskaper om bildförstoring, och kunde efter återkomsten producera fotografier ända upp till kroppsstorlek. 1903 belönades han med titeln kunglig hovfotograf. Han förblev verksam i Halmstad ända fram till sin död.